# باليكاسترو
باليكاسترو (Παλαίκαστρο) هي مدينة في لاسيثي في اليونان.